# Liste der Biografien/Marw
Liste der Biografien |
Portal Biografien |
Personensuche
# |
A |
B |
C |
D |
E |
F |
G |
H |
I |
J |
K |
L |
M |
N |
O |
P |
Q |
R |
S |
T |
U |
V |
W |
X |
Y |
Z |
?
 
Ma |
Mb |
Mc |
Md |
Me |
Mf |
Mg |
Mh |
Mi |
Mj |
Mk |
Ml |
Mm |
Mn |
Mo |
Mp |
Mq |
Mr |
Ms |
Mt |
Mu |
Mv |
Mw |
Mx |
My |
Mz
 
Maa |
Mab |
Mac |
Mad |
Mae |
Maf |
Mag |
Mah |
Mai |
Maj |
Mak |
Mal |
Mam |
Man |
Mao |
Map |
Maq |
Mar |
Mas |
Mat |
Mau |
Mav |
Maw |
Max |
May |
Maz
 
Mara |
Marb |
Marc |
Mard |
Mare |
Marf |
Marg |
Marh |
Mari |
Marj |
Mark |
Marl |
Marm |
Marn |
Maro |
Marp |
Marq |
Marr |
Mars |
Mart |
Maru |
Marv |
Marw |
Marx |
Mary |
Marz
Die Liste der Biografien führt alle Personen auf, die in der deutschsprachigen Wikipedia einen Artikel haben. Dieses ist eine Teilliste mit 67 Einträgen von Personen, deren Namen mit den Buchstaben „Marw“ beginnt.

## Marw

### Marwa
- Marwa, Dickson (* 1982), tansanischer Langstreckenläufer
- Marwan I. (623–685), vierter Kalif der Umayyaden
- Marwan II. (688–750), vierzehnter Kalif der Umayyaden (745–750)
- Marwan, Ana (* 1980), slowenische Schriftstellerin
- Marwan, Ashraf (1944–2007), ägyptischer Spion für Israel und GeschäftsmannAshraf Marwan (1944–2007)

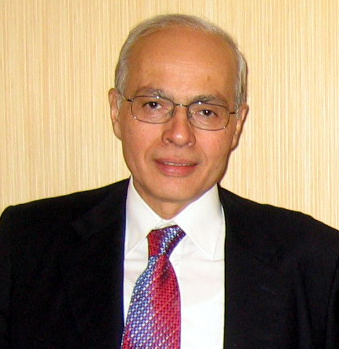
Ashraf Marwan (1944–2007)

- Marwan-Schlosser, Rudolf (1914–1993), österreichischer Baustoffhändler und Politiker (ÖVP), Landtagsabgeordneter, Abgeordneter zum Nationalrat
- Marwandi, Uthman (1177–1274), Sufi-Meister

### Marwe
- Marwede, Friedrich Carl (1895–1969), deutscher Redakteur, Offizier und Politiker (DNVP, CDU), MdBB
- Marwede, Gabriele (* 1925), deutsche Bildhauerin
- Marwede, Hermann (1878–1959), deutscher Kaufmann
- Marwede, Moritz (1851–1932), deutscher Unternehmer
- Marwedel, Emma (1818–1893), deutschamerikanische Reformpädagogin
- Marwedel, Rainer (* 1954), deutscher Sozialwissenschaftler und Herausgeber insbesondere von Werke Theodor Lessings
- Marwein, Thomas (* 1958), deutscher Politiker (Bündnis 90/Die Grünen), MdL
- Marwein, Wilbert (* 1970), indischer Geistlicher, römisch-katholischer Bischof von Nongstoin
- Marwell, David (* 1951), US-amerikanischer Historiker

### Marwi
- Marwi, Mohamed Hasan Al (* 1988), Straßenradrennfahrer aus den Vereinigten Arabischen Emiraten
- Marwich, Michaela (* 1962), deutsche Schriftstellerin
- Marwick, Hugh (1881–1965), orkadischer Linguist, Schuldirektor und OBE
- Marwick, James (1862–1936), schottischer Unternehmer
- Marwick, Tricia (* 1953), schottische Politikerin
- Marwig, Detlef (1931–1990), deutscher Schriftsteller und freier Journalist
- Marwijk, Bert van (* 1952), niederländischer Fußballspieler und -trainerBert van Marwijk (* 1952)

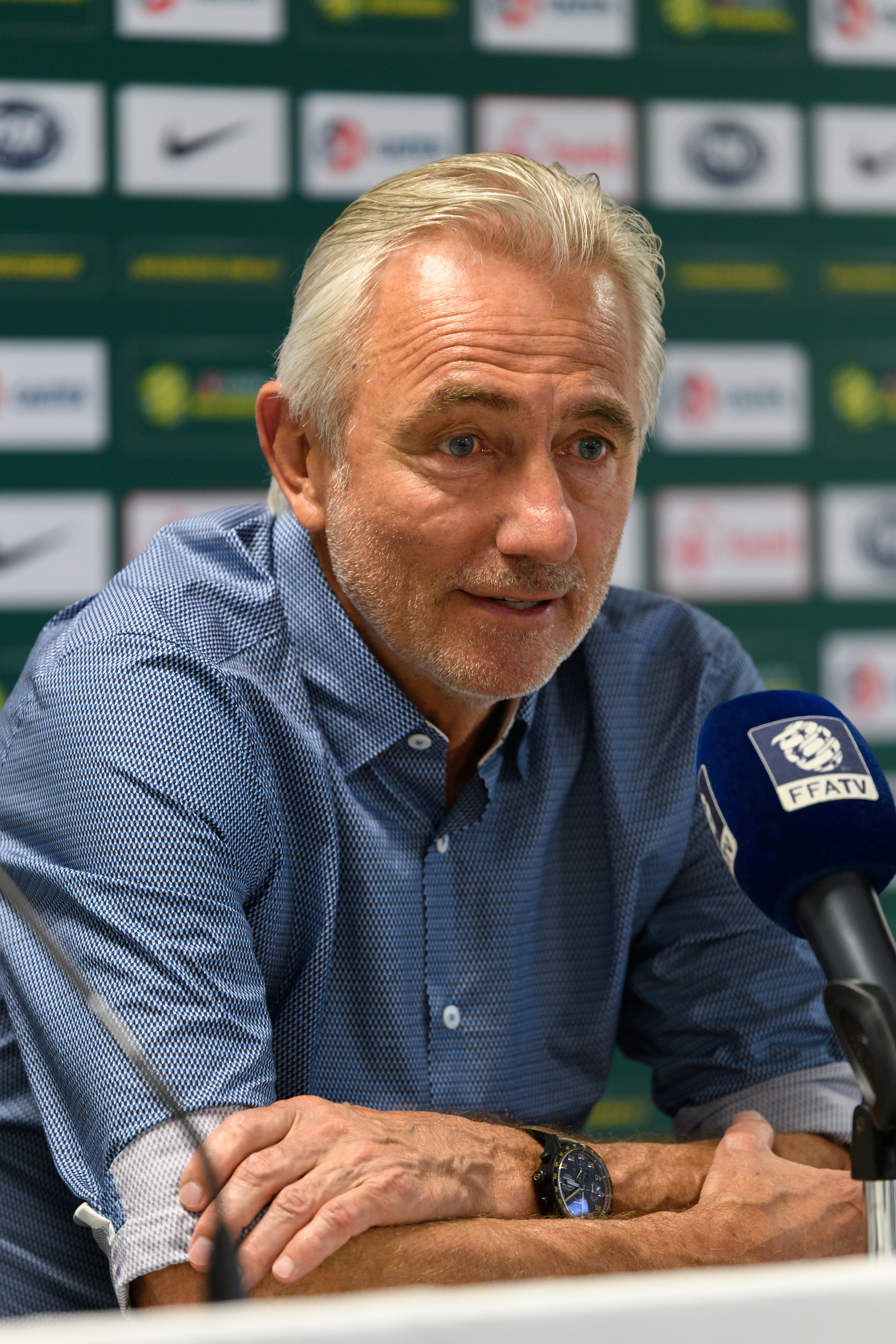
Bert van Marwijk (* 1952)

- Marwil, Jonathan (* 1940), US-amerikanischer Historiker
- Marwinski, Konrad (1934–2019), deutscher Historiker und Bibliothekar
- Marwitz, Alexander Magnus von der (1668–1726), preußischer Generalmajor
- Marwitz, Alexander von der (1787–1814), brandenburgischer Adliger und Gutsherr
- Marwitz, Behrendt Friedrich August von der (1740–1793), Hofmarschall von Friedrich Wilhelm II.
- Marwitz, Bernd von der (1661–1726), preußischer Generalmajor sowie Erbherr auf Leine
- Marwitz, Bernhard von der (1824–1880), preußischer Politiker, Mitglied des Preußischen Herrenhauses und Landrat des Landkreises Lebus (seit 1860)
- Marwitz, Bodo von der (1893–1982), deutscher Politiker, Gutsbesitzer und Ehrenkommendator des Johanniterordens
- Marwitz, Bruno (1870–1939), deutscher Jurist
- Marwitz, Christa von der (1918–2015), deutsche Autorin, Wirtschaftskorrespondentin und Kommunalpolitikerin
- Marwitz, Christian August von der (1736–1800), preußischer Generalmajor, Chef des Infanterieregiments Nr. 38
- Marwitz, Christian von der (1705–1775), preußischer Landrat
- Marwitz, David von der (1649–1707), preußischer Generalmajor
- Marwitz, Friedrich August Ludwig von der (1777–1837), preußischer General und Politiker
- Marwitz, Friedrich Wilhelm Siegmund von der (1726–1788), preußischer Generalmajor
- Marwitz, Friedrich Wilhelm von der (1639–1716), Brandenburger Generalmajor und Kommandant der Festung Oderberg
- Marwitz, Georg von der (1856–1929), preußischer General der Kavallerie im Ersten Weltkrieg
- Marwitz, Georg Wilhelm von der, preußischer Major, Quartiermeisterlieutenant und Flügeladjutant
- Marwitz, Gustav Ludwig von der (1730–1797), preußischer Generalleutnant
- Marwitz, Hans-Georg von der (* 1961), deutscher Landwirt und Politiker (CDU), MdBHans-Georg von der Marwitz (* 1961)

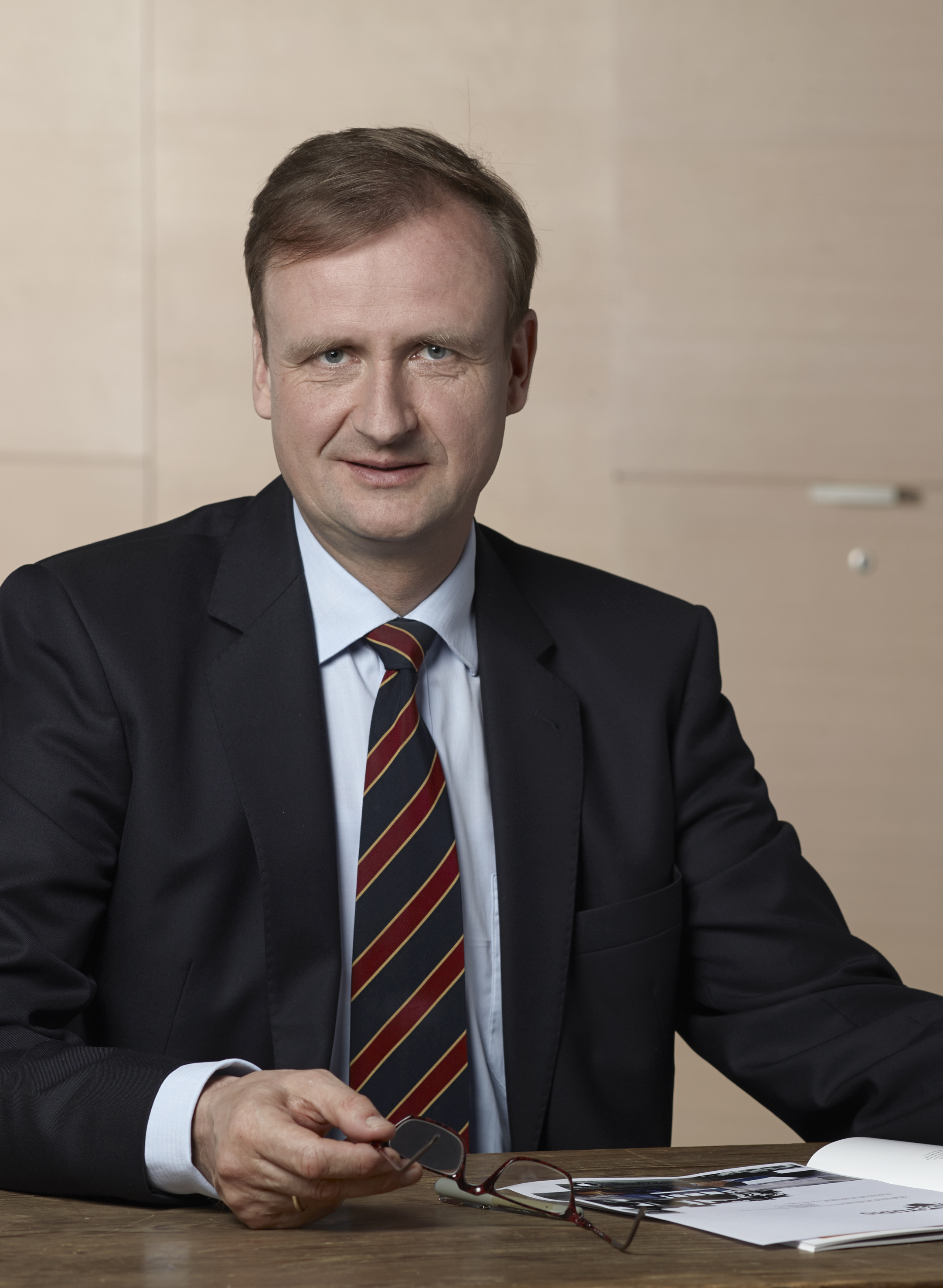
Hans-Georg von der Marwitz (* 1961)

- Marwitz, Heinrich Karl von der (1680–1744), preußischer General der Infanterie
- Marwitz, Herbert (1915–2000), deutscher Klassischer Archäologe
- Marwitz, Hermann von der (1814–1885), preußischer Landrat und Mitglied des Preußischen Abgeordnetenhauses
- Marwitz, Jan (1915–1991), niederländischer Schachkomponist
- Marwitz, Joachim von der (1603–1662), Hofbeamter und Soldat
- Marwitz, Johann Friedrich Adolf von der (1723–1781), preußischer Generalmajor
- Marwitz, Kaspar Heinrich von der (1865–1945), deutscher Verwaltungsbeamter und Versicherungsmanager
- Marwitz, Kurt August von der (1737–1808), preußischer Generalmajor
- Marwitz, Kurt Hildebrand von der (1641–1701), Brandenburger Generalleutnant und Gouverneur der Festung Küstrin
- Marwitz, Michael (* 1956), deutscher Schauspieler
- Marwitz, Otto Sigismund Albrecht Alexander von der (1746–1819), königlich preußischer Generalmajor und zuletzt Kommandant der Festung Glogau
- Marwitz, Peter-Alexander von der (* 1955), deutscher Politiker (PDS, Partei Rechtsstaatlicher Offensive, Zentrum)
- Marwitz, Ralf von der (1888–1966), deutscher Vizeadmiral im Zweiten Weltkrieg und Marineattaché
- Marwitz, Reinhard von der (1946–1995), deutscher Liedtextdichter, Gastronom, LGBTIQ-Aktivist
- Marwitz, Robert von der (1837–1897), deutscher Verwaltungsbeamter und Parlamentarier
- Marwitz, Roland (1896–1961), deutscher Schauspieler, Dramaturg und Schriftsteller
- Marwitz, Siegmund von der († 1660), brandenburgischer Hofbeamter
- Marwitz, Theodor von († 1690), brandenburgischer Konsistorialrat in Küstrin
- Marwitz, Walter von der (1880–1945), Verwaltungsjurist in Preußen, Landrat in Stolp
- Marwitz, Wilhelmine Dorothee von der (1718–1787), Mätresse des Markgrafen Friedrich III. von Brandenburg-Bayreuth

### Marwo
- Marwood, Anthony (* 1979), künstlerischer Leiter des Irish Chamber Orchestra
- Marwood, Brian (* 1960), englischer Fußballspieler
- Marwood, William (1818–1883), britischer ScharfrichterWilliam Marwood (1818–1883)

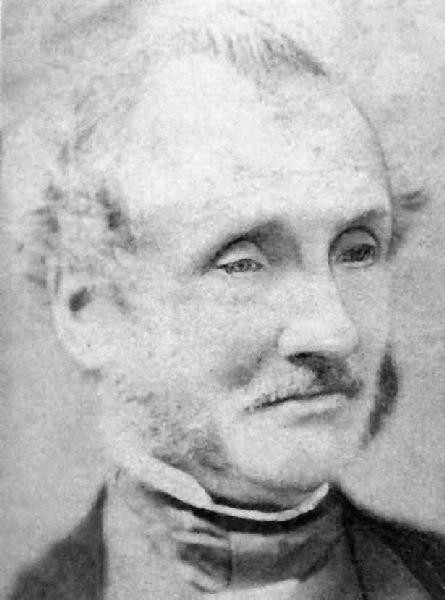
William Marwood (1818–1883)

### Marwy
- Marwyck, Christian van (* 1912), deutscher Hygieniker und Mikrobiologe